# Лужани (Топољчани)
Лужани (слч. Lužany) насељено је мјесто са административним статусом сеоске општине (слч. obec) у округу Топољчани, у Њитранском крају, Словачка Република.

## Становништво
| Година:    | 1994. | 2004.   | 2014.   | 2024.    |
| ---------- | ----- | ------- | ------- | -------- |
| Број људи: | 205   | 203     | 199     | 224      |
| Разлика:   |       | -0,97 % | -1,97 % | +12,56 % |

| Година:    | 2023. | 2024.   |
| ---------- | ----- | ------- |
| Број људи: | 221   | 224     |
| Разлика:   |       | +1,35 % |

Према подацима о броју становника из 2011. године насеље је имало 197 становника.